# Loretokapel

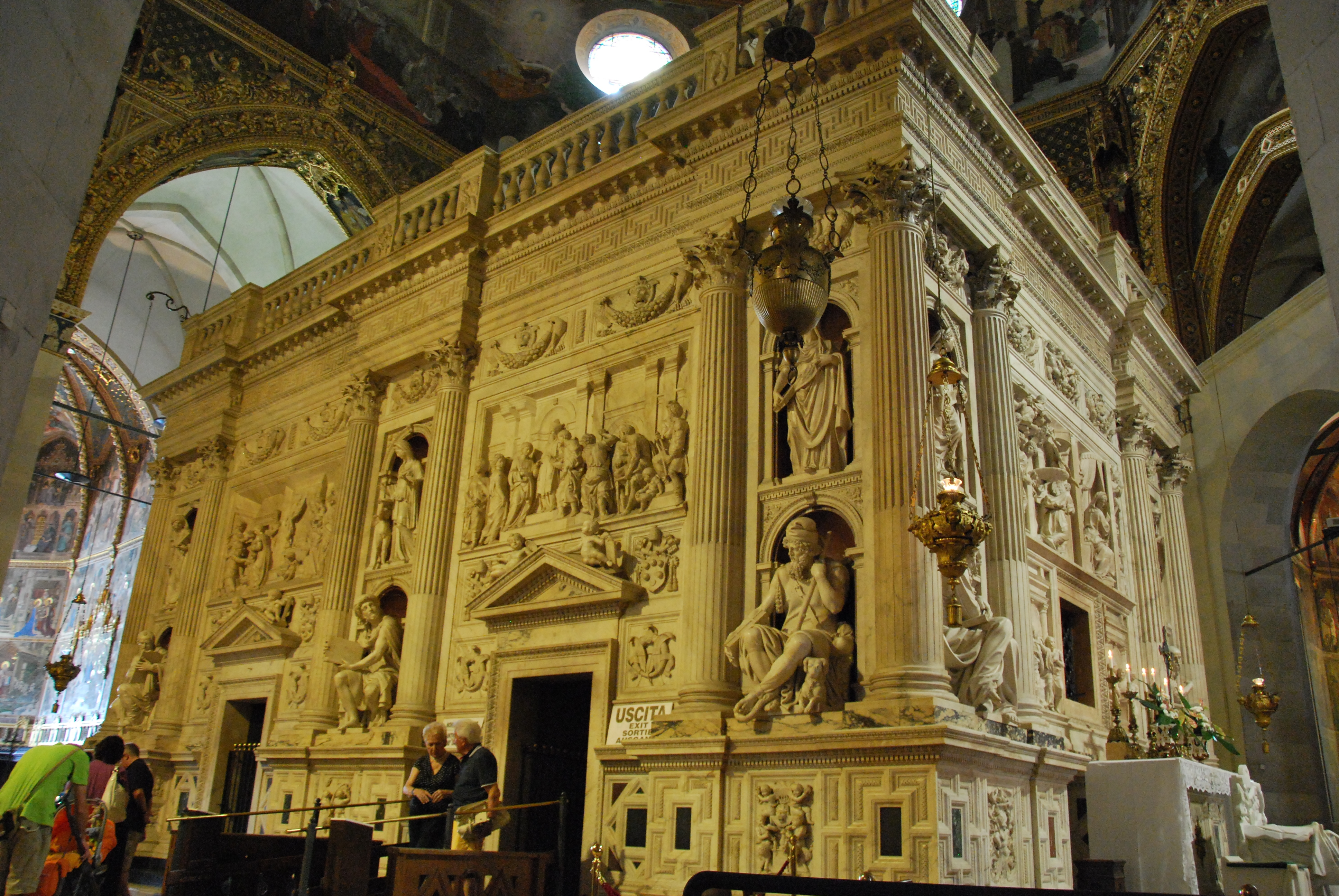
Het Heilig Huis te Loreto

Een Loretokapel is een kapel die gebouwd is naar het voorbeeld van het Casa Santa (Heilige Huisje) in het Italiaanse bedevaartsoord Loreto. De Mariatitel Onze-Lieve-Vrouw van Loreto verwijst naar deze plaats.
In dit Heilige Huisje, dat zich tegenwoordig in de Basiliek van het Heilig Huis te Loreto bevindt, zou, althans volgens een 15e-eeuwse legende, de Heilige Maria geboren zijn.  Het huis zou in 1291 door Engelen zijn verplaatst om het voor de oprukkende Turken te behoeden. 
Loretokapellen vindt men in heel West-Europa, bijvoorbeeld:
- Loretokapel Starý Hrozňatov, in Tsjechië
- Loretokapel te Thorn, Nederland
- Loretokapel te Wezet (Visé), België
- Onze-Lieve-Vrouw van Loretokapel te Brachterbeek
- Loretokapel in de Kluis van Vrijhern, België
- Loretokapel in de Kluis van Bolderberg, België
- Loretokapel bij het Kasteel Hulsberg, België

Uitwendig zijn de Loretokapellen heel wat soberder dan het originele Casa Santa te Loreto.